# Hassi Gara
Hassi Gara (ou Hassi El Gara) (em árabe: حاسي قارة) é uma cidade e comuna localizada na província de Ghardaïa, Argélia. Segundo o censo de 2008, a população total da cidade era de 17 801 habitantes.